# Zalina Marghieva
Zalina Marghieva (ur. 5 lutego 1988 we Władykaukazie) – mołdawska lekkoatletka, młociarka.
Wielokrotna mistrzyni i rekordzistka kraju. W 2008 wystąpiła na igrzyskach olimpijskich w Pekinie zajmując 37. lokatę w eliminacjach, niedającą przepustki do rundy finałowej. Siódma zawodniczka Mistrzostw Świata Juniorów Młodszych (Marrakesz 2005), czwarta – Mistrzostw Świata Juniorów (Pekin 2006) oraz piąta podczas Mistrzostw Europy juniorów (Hengelo 2007). Zwyciężczyni zimowego pucharu Europy w rzutach w kategorii młodzieżowej (Los Realejos 2009 oraz Arles 2010). Życiowy sukces odniosła w 2009 w Kownie, gdzie zdobyła złoty medal młodzieżowych mistrzostw Europy. Była piąta na mistrzostwach Europy w Barcelonie (2010). Zwyciężczyni uniwersjady (2011).
W 2013 została ukarana dwuletnią dyskwalifikacją za stosowanie niedozwolonego dopingu (do 23 lipca 2015), oraz anulowano wszystkie jej rezultaty osiągnięte od 20 sierpnia 2009 (w tym rekord kraju – 74,47 z 2012).
Po powrocie do rywalizacji, zajęła 8. miejsce na mistrzostwach świata w Pekinie (2015).
Reprezentantka kraju w pucharze Europy w rzutach.
Rzut młotem uprawiają również jej starsza siostra – Marina oraz młodszy brat – Sergiu.

## Rekordy życiowe
- Rzut młotem – 75,95 (11 maja 2024, Bałczik), rekord Mołdawii